# Борисовское (Лесной район)
Борисовское (Нижние Пороги) — село в Лесном муниципальном округе Тверской области. 

## География
Село находится в восточной части района, в 25 километрах к востоку от районного центра Лесное, на левом берегу реки Молога. От села до Лесного 31 километр по грунтовой дороге через Мартемьяново — Свищево. Соседние населённые пункты — Верхние пороги (в километре к югу), Нивищи и Заречье — на другом берегу Мологи. 

## История
В 1817 году в селе Борисовское — Нижние Пороги была построена каменная Казанская церковь с 3 престолами. 
В конце XIX — начале XX века село входило в состав Топалковской волости Весьегонского уезда Тверской губернии. 
С 1929 года село являлось центром Борисовского сельсовета Лесного района Бежецкого округа Московской области, с 1935 года — в составе Калининской области, с 2005 года — в составе Медведковского сельского поселения, с 2019 года — в составе Лесного муниципального округа. 

## Население
| 1859 | 1889 | 1997 | 2002 | 2010 |
| ---- | ---- | ---- | ---- | ---- |
| 197  | ↗198 | ↘115 | ↘103 | ↘64  |

## Достопримечательности
Основная достопримечательность села — подвесной пешеходный мост через Мологу. По этому пешеходному мосту можно перейти на правый берег реки Мологи к деревне Нивищи, а оттуда ведут лесные дороги и зимники на Тюхтово и Топалки.
В селе также существуют церковь Казанской иконы Божией Матери начала 1811 года и обелиск воинам-землякам, павшим в Великой Отечественной войне. В 2011 году прекратил существование сельскохозяйственный кооператив, не работает лесничество, закрылась неполная средняя школа, стоит пустой клуб, чудом работает отделение связи 171893. В Борисовском родился гвардии полковник, заслуженный пограничник СССР В. В. Никольский (1917—1992) участник обороны Кавказа, освобождения Украины, Молдавии, Болгарии, Югославии, герой боев за Будапешт и Вену.